# Фонтиш (Абрантиш)
Фо́нтиш (порт. Fontes) — район (фрегезия) в Португалии, входит в округ Сантарен. Является составной частью муниципалитета Абрантиш. По старому административному делению входил в провинцию Рибатежу. Входит в экономико-статистический субрегион Медиу-Тежу, который входит в Центральный регион. Население составляет 819 человек на 2001 год. Занимает площадь 28,48 км².
Покровителем района считается Дева Мария (порт. Maria).